# Повітря (фільм)
«Повітря» (англ. Air) — американський науково-фантастичний фільм 2015 року з Норманом Рідусом, Джимоном Гонсу і Сандрін Голт у головних ролях.

## Сюжет
У майбутньому через застосування ядерно-хімічної зброї повітря стало непридатним для дихання. Уряд США поспішно побудував кілька підземних бункерів, де обраних людей тримають в анабіозі в капсулах, поки повітря не очиститься. В кожному з цих бункерів працює пара робітників з технічного обслуговування, які теж сплять в анабіозі. Кожні шість місяців вони пробуджуються на дві години для обслуговування обладнання.
Двоє працівників одного з бункерів, Картрайт і Бауер, виконують свій звичайний список завдань. Бауер дратує Картрайта своїми розмовами, а Картрайту ввижається його заморожена дружина Еббі, що сам він сприймає як належне. Коли їхня зміна завершується, анабіозна капсула Картрайта згорає через землетрус. Обоє знаходять запасну капсулу, проте вона не працює. Бауер ледве не задихається в ній, Картрайт звільняє товариша, але капсула в процесі знищена.
Оскільки в бункері немає іншої вільної капсули, Бауер наполягає, що треба відібрати її в одного з науковців. Картрайт відмовляється вбивати кого-небудь і наполягає на тому, що є інший спосіб продовжити службу. Він одягає захисний костюм і йде через повітрепроводи до іншого бункера. Бауер по радіо допомагає йому орієнтуватися. Дорогою Картрайт знаходить кілька трупів.
Коли він нарешті досягає іншого бункера, то виявляється, що там усі давно померли. Комп'ютер надсилав фальшиві дані задля підтримки віри в те, що є інші живі люди. Бауер переглядає відеозапис із камери спостереження та розуміє, що Картрайт намагався вбити його в анабіозній капсулі, проте останньої миті передумав.
Коли Картрайт повертається до свого бункера, Бауер нападає на нього з пістолетом. Картрайт намагається втекти, потім підкрадається до Бауера та вводить йому велику дозу морфіну. Бауер непритомніє, поки спливає час до вичерпання дозволеної дози повітря. Картрайт лягає в його капсулу та засинає.
В епілозі Картрайт прокидається через багато років. Він постарів, а повітря назовні стало придатне для дихання. Заморожені люди автоматично виводяться з анабіозу. Серед них є Еббі, яка обіймає Картрайта.

## У ролях
| Актор        | Роль      |
| ------------ | --------- |
| Норман Рідус | Бауер     |
| Джимон Гонсу | Картрайт  |
| Сандрін Голт | Еббі      |
| Пітер Бенсон | ведучий   |
| Девід Найкл  | сплячий 1 |

## Знімальна група
- Кінорежисер — Крістіан Кантамесса
- Сценаристи — Крістіан Кантамесса, Кріс Пасетто
- Кінопродюсери — Девід Алперт, Кріс Фергюсон, Браян Кавано-Джонс, Роберт Кіркман
- Композитор — Едо Ван Брімен
- Кінооператор — Норм Лі
- Кіномонтаж — Грег Енджи
- Художник-постановник — Браян Кейн
- Артдиректор — Педро Ромеро
- Художник-костюмер — Міла Франович
- Підбір акторів — Кара Ейд, Кріс Воз[1]

## Сприйняття

### Критика
Фільм отримав змішані відгуки. На сайті Rotten Tomatoes оцінка стрічки становить 17 % на основі 12 відгуків від критиків (середня оцінка 4,8/10) і 24 % від глядачів із середньою оцінкою 2,5/5 (966 голосів). Фільму зарахований «гнилий помідор» від кінокритиків та «розсипаний попкорн» від глядачів, Internet Movie Database — 5,1/10 (10 903 голоси), Metacritic — 33/100 (6 відгуків критиків) і 5,5/10 (20 відгуків від глядачів).

### Номінації та нагороди
| Нагороди та номінації фільму «Повітря» | Нагороди та номінації фільму «Повітря» | Нагороди та номінації фільму «Повітря» | Нагороди та номінації фільму «Повітря» | Нагороди та номінації фільму «Повітря» | Нагороди та номінації фільму «Повітря» |
| Рік                                    | Кінофестиваль/кінопремія               | Категорія/нагорода                     | Номінант                               | Результат                              |                                        |
| -------------------------------------- | -------------------------------------- | -------------------------------------- | -------------------------------------- | -------------------------------------- | -------------------------------------- |
| 2015                                   | Золотий трейлер                        | Найкращий постер фільму-трилера        | Sony Pictures Home Entertainment       | Номінація                              |                                        |